# Яковлев, Василий Нестерович
Васи́лий Не́стерович Я́ковлев (17 [30] декабря 1916 — 11 июля 1997) — советский офицер, Герой Советского Союза (1944), участник Советско-финской войны, участник Великой Отечественной войны в должности командира взвода артиллерийской батареи 959-го стрелкового полка 309-й стрелковой дивизии 40-й армии Воронежского фронта, майор внутренних войск.

## Биография
Родился 30 декабря 1916 года в городе Ростов-на-Дону. После окончания семи классов и школы ФЗУ работал на «Ростсельмаше».
На фронте Великой Отечественной войны с июня 1941 года.
25 сентября 1943 года взвод под командованием Василия Яковлева одним из первых в полку форсировал Днепр в районе села Балыко-Щучинка (Киевская область), отличился в боях по захвату, удержанию и расширению плацдарма.
Указом Президиума Верховного Совета СССР О присвоении звания Героя Советского Союза генералам, офицерскому, сержантскому и рядовому составу Красной Армии" от 10 января 1944 года за «образцовое выполнение боевых заданий командования на фронте борьбы с немецкими захватчиками и проявленные при этом отвагу и геройство» старшему сержанту Яковлеву Василию Нестеровичу присвоено звание Героя Советского Союза с вручением ордена Ленина и медали «Золотая Звезда».
После окончания войны вернулся и проживал в pодном городе.
Служил в органах МВД, с 1968 года майор внутренних войск в запасе.
Умер 11 июля 1997 года. Похоронен в Нижнем Тагиле Свердловской области.

## Награды
- Медаль «Золотая Звезда» Героя Советского Союза (10.01.1944; № 5515);
- орден Ленина (10.01.1944; № 47754);
- орден Отечественной войны I степени (11.03.1985);
- медали.